# Wappen von Teneriffa

Wappen von Teneriffa seit 16. März 1913

Das Wappen von Teneriffa wurde ursprünglich von Johanna von Kastilien durch eine, auf den 23. März 1510 datierte, königliche Urkunde verliehen. Da San Cristóbal de La Laguna damals und über mehrere Jahrhunderte hinweg die Hauptstadt Teneriffas war, entwickelte sich das ursprüngliche Inselwappen mehr und mehr zu deren Stadtwappen. Als sich am 16. März 1913 der neugeschaffene Inselrat von Teneriffa konstituierte, nahm er einige bis heute gültige Modifikationen am Wappen vor, um es klar von dem der Stadt La Laguna abzugrenzen.

## Beschreibung
In der Heraldik werden die Bezeichnungen rechts und links grundsätzlich aus der Sicht der Person verwendet, die den Schild vor sich her tragen würde, also entgegengesetzt zur Sicht des Betrachters.
Das Wappen zeigt im goldenen Schild über einem achtfach wellenförmig blau-silbern geteilten Schildfuß eine grüne Insel, auf der sich ein brauner Vulkankegel erhebt, aus dem eine rot-goldene Flamme aufsteigt. Begleitet wird der Vulkan im rechten Obereck von der fliegenden Figur des Erzengels Michael in blau-goldener Rüstung mit rot-grünen Flügeln, der in der Rechten eine silberne Lanze und in der Linken einen ovalen, rotgerandeten, silbernen Schild mit einem roten Kreuz hält, außerdem rechts von einem roten Kastell und links von einem roten aufrechten Löwen. Der rote Schildrand trägt in Gold die Aufschrift „Thenerife me fecit. Cabildo Insular de Tenerife“ in einem Schriftstil des 16. Jahrhunderts. Auf dem Schild ruht die offene spanische Königskrone, wie sie bis zum Regierungsantritt Philipps II. 1556 verwendet wurde, unter dem Schild befinden sich zwei gekreuzte, grüne Palmwedel, die von einem goldenen Band zusammengehalten werden.

## Historische Herkunft der Wappenbestandteile
Der dargestellte Vulkan ist der Pico del Teide, mit 3715 m der höchste Berg ganz Spaniens. Die Figur des Erzengels Michael geht auf den Eroberer der Kanarischen Inseln, Alonso Fernández de Lugo, zurück. Da er die Eroberung der Nachbarinsel La Palma am Festtag des Erzengels Michael, dem 29. September 1492, begann, wählte er ihn als seinen persönlichen Schutzheiligen und ließ am 14. Mai 1506 zu seinen Ehren die erste Kirche auf Teneriffa, die Ermita de San Miguel de Los Ángeles, errichten. Kastell und Löwe stehen für die Königreiche Kastilien und León, also für die Katholischen Könige, die zur Zeit der Eroberung Teneriffas regierten. Der Schriftzug "Thenerife me fecit" findet sich in dieser Schreibung in der königlichen Originalurkunde, die in La Laguna aufbewahrt wird. Offenbar war Königin Johanna der Meinung, auch Teneriffa sei am Festtag Michaels erobert worden. In Wirklichkeit begann die Eroberung am Morgen des 1. Mai 1494 und fand vermutlich im Mai 1496 mit der Unterwerfung der letzten Guanchen ihr Ende.